# پرتقال میوه آزار
پرتقال میوه آزار نام سریالی کمدی اینترنتی است که در سال ۲۰۰۹ توسط دن بوئدیگمیر آفریده شد. بوئدیگمیر در نقش یک پرتقال انسان دیسانه قرار دارد که با شوخی‌های اغلب زنندهٔ خود باعث آزار و اذیت سبزیجات، میوه ها و دیگر وسایل آشپزخانه می‌شود. به دلیل محبوبیت بیش از حد این سریال یوتیوبی، پرتقال میوه آزار یک سریال تلویزیونی، یک بازی، سری اسباب بازی و خط تولید تی شرت مخصوص خود را نیز به راه انداخت.

## خلاصه
برنامه به مرکزیت پرتقال (با صدای دن بوئدیگمیر) کسی که روی پیشخوان آشپزخانه با دیگر چیزها همانند بهترین دوستش گلابی (همچنین با صدای بوئدیگمیر) که یک گلابی برتلت می‌باشد، است. از دیگر میوه‌ها می‌توان به پشن، یک پشن فروت مؤنث (با صدای جاستین ازریک) یک گریپ فروت، یک سیب کوچک معروف به سیب کوتوله، یک مارشملو کوچک، یک لیموی پیر به نام بابا بزرگ لیمو اشاره کرد که تاکنون هیچ‌یک از آن‌ها شخصیت اصلی قسمتی نشده‌اند. در اکثر قسمت‌ها پرتقال دیگر شخصیت‌ها را دست می‌اندازد تا این که آن شخصیت‌ها با پایانی غم‌انگیز توسط چاقوی آشپزخانه (و بعضی اوقات توسط مخلوط کن) روبرو می‌شوند. در اکثر قسمت‌ها پرتقال در آخرین لحظات سعی در هشدار دادن به میوه‌ها با فریاد زدن کلماتی مانند «چاقو» می‌کند.

## شخصیت‌های اصلی
- پرتقال که شخصیت اصلی سریال بوده و دیگران را تا زمان مرگشان آزار می‌دهد از اولین قسمت (۹ اکتبر ۲۰۰۹) درتمامی قسمت‌ها حضور داشته‌است. او دندان‌هایی زرد، چشمانی خاکستری و خنده‌ای ریز دارد. او به خاطر جوک‌های آزار دهند خود معروف است هر چند دیگر شخصیت‌های دیگر جوک‌های او را سرگرم‌کننده نمی‌بینند. پاسخ عمومی او به کسانی که او را آزار دهنده می‌نامند این است: "نه نیستم، من پرتقالم!"
- گلابی در اولین قسمت حضور داشت هر چند از بعد از قسمت "پشن میوه" به‌طور مستمر در سریال حضور دارد. او گلابی برتلتی است که در گوشه‌ای از آشپزخانه همراه با بهترین دوستش پرتقال زندگی می‌کند. علی‌رغم دوستی نزدیک این دو، معمولاً گلابی از دست پرتقال ناراحت می‌شود اما به دیگر میوه‌ها کمک می‌کند تا اعصاب خود را در کنترل داشته باشند. او از پرتقال باهوش تر است.
- پشن فروت یا به اختصار پشن که اولین بار در ۱۹ فوریه ۲۰۱۰ در قسمت "پشن میوه" ظاهر شد و توسط دیگران مورد توهین قرار گرفت اما او نمی‌داند که پرتقال عاشق اوست. وی خواهری دوقلو به نام مندی دارد که در قسمت "فکرهای آرزومند" ظاهر شد که عاشق گلابی است.
- سیب کوتوله که برای اولین بار در قسمت "کرب اپل" در ۶ اگوست ۲۰۱۰ ظاهر شد. او نمونه کوچکی از سیب سرخ است و از دوستان پرتقال، گلابی، پشن و مخصوصاً مارشملو محسوب می‌شود. او از این که وی را سیب کوتوله صدا می‌زنند ناراضی است و سیب کوچک را برای خود ترجیح می‌دهد.
- مارشملو در ۲۴ سپتامبر ۲۰۱۰ در قسمت"ارّه میوه آزار۲: تلهٔ مرگ میوه آزار" حضور پیدا کرد. او کوچک، بچگانه و تیز صدا است و در همان قسمت با پرتقال دوست می‌شود. مارشملو معمولاً پرخنده و شاداب است و به قول خود عاشق «توله سگ، تک شاخ، بچه خرگوش، رنگین کمان، ابر، بچه گربه، بچه خرگوش و رنگین کمان» است. این شخصیت آثار زخم‌های مختلفی مثل سوختگی، بریدگی و ستاره‌های پرتابی را روی خود دارد و برخلاف ظاهر بامزه و خندان خود در زمان عصبانیت او هیچ‌کس حتی دوستانش در امان نیستند.
- گریپ فروت اولین بار در قسمت "پشن میوه" دیده شد هر چند در همان قسمت توسط چاقو به دو نیم تقسیم شد. بعدها در قسمت "فرانک فروت" با نام هیولای فرانک فروت به سریال بازگشت.
- بابابزرگ لیمو یک لیموی پیر و بخشنده است که عادت به خوابیدن در مکان‌ها و زمان‌های عجیب دارد. اولین حضور او در قسمت "بابابزرگ لیمو" در ۴ ژوئن ۲۰۱۰ بود که به خاطر فراموش کاری و عادت‌های خوابیدنش مورد اذیت و آزار پرتقال قرار گرفت. او در همان قسمت توسط چاقو تکه‌تکه شد اما مانند گریپ فروت در قسمت "فرانک فروت" به هیولای فرانک فروت تبدیل شد.
- چاقو یک شخصیت ساده در آشپزخانه است و تنها زمانی ظاهر می‌شود که پرتقال اسمش را صدا بزند. او اولین بار در قسمت "دیگر هیچ آقای چاقویی" ظاهر شد. وی از زندگی خود به خاطر نحوهٔ استفاده متنفر است و دشمن اصلی او چاقو تیز کن می‌باشد چون برای او درد زیادی را به ارمغان می‌آورد.
- لیام لپرکان که اولین بار در قسمت "شانس ایرلندی" دیده شد، لپرکانی بداخلاق است که ظرف طلای خود را به پرتقال می‌بازد و به خاطر آن صدمه جدی می‌بیند. وی هم‌اکنون در حال بازپروری است و در قسمت‌های آینده شرکت خواهد کرد.
- له کن در طی سال‌های ۲۰۱۱ و ۲۰۱۲ در چندین قسمت بازی کرد. شخصیت او شبیه به چاقو است با این تفاوت که به جای بریدن میوه‌ها، آن‌ها را له می‌کند. معمولاً زمانی که روی یک میوه یا سبزی فرود می‌آید عبارت "ایی، چندش" را به زبان می‌آورد.

## اعتبارات
در ماه‌های فوریه و مارس ۲۰۱۰ پرتقال میوه آزار با بیش از ۵۲ میلیون تماشا به پربیننده‌ترین سریال یوتیوبی تبدیل شد. در ۲۶ آوریل ۲۰۱۰ سریال بیش از ۱۰۸ میلیون و در ژوئن همان سال بیش از ۱۳۷ میلیون تماشا داشت. در ۱۳ اوت ۲۰۱۰ به بیش از ۱ میلیون مشترک دست یافت. در ژوئن ۲۰۱۱ کانال این سریال با ۲ میلیون اشتراک به رتبهٔ هشتم پر مشترکین و سی ام پربیننده‌ترین کانال‌ها درسید. هم‌اکنون نیز این سریال با بیش از ۲٫۵ میلیون مشترک و بیش ۱ میلیارد و ۳۰۰ میلیون تماشا از پر طرفدارترین سریال‌ها است.
به رغم پرطرفدار بودن برنامه، سریال اکثراً نقدهای منفی دریافت کرد. لیز شنون میلر سریال را «به چند دلیل آزار دهنده» نامید. در ستون اینترنتی پس د ماسترد ند هفبرن برنامه را «کاملاً، کاملاً غیر خنده دار نامید» همچنین اضافه کرد «این سریال جزو معدود برنامه‌هایی است که من به آن‌ها آلرژی دارم. واقعاً وحشتناک است.» ۴۱۱مانیا دات کام نیز سریال را «احمقانه» نامید.

## کالاها
از انتهای سال ۲۰۱۱ شرکت‌هایی چون جی سی پنی، شاپکو و رو۲۱ شروع به ساخت و فروش اسباب بازی‌ها، لباس‌ها و لوازم سریال پرتقال میوه آزار کردند.

## بازی
در ۷ آوریل ۲۰۱۱ شرکت باتل راکت اپز بازی قتل‌عام در آشپزخانه را برای آی پاد تاچ و آیفون منتشر کرد. بعداً در ۶ می ۲۰۱۱ به صورت اچ دی برای آی پد و در ۱۴ اکتبر ۲۰۱۱ برای سیستم عام اندروید منتشر شد. در طی این بازی، بازیکنان اجسام مختلفی را در آشپزخانه به طرف مخلوط کن و دیگر وسایل پرتاب می‌کنند.

## پخش در تلویزیون
دن بوئدیگمیر در آوریل ۲۰۱۰ شایعات دربارهٔ پخش تلویزیونی سریالی بر اساس پرتقال میوه آزار را تأیید کرد. بوئدیگمیر در اکتبر همان سال نیز نمایش نامهٔ ۶ قسمت از این سریال جدید را نیز نوشت. در فوریهٔ سال ۲۰۱۱ زمانی که بوئدیگمیر در حال ضبط اولین قسمت از سریال بود با شبکهٔ کارتون نت ورک بحث‌هایی دربارهٔ زمان پخش اولین قسمت کردند که ۱۸ نوامبر همان سال انتخاب شد.

## اتصال به بیرون
کانال رسمی در یوتیوب
وبسایت رسمی